# Thøger Jensen (præst)
Thøger Jensen (død 19. april 1538) var en dansk præst.
Thøger Jensen skal ifølge et sagn, hvis pålidelighed nu ikke lader sig bevise eller med sikkerhed modbevise, have tilhørt den adelige slægt Løvenbalk. I sin ungdom blev han optaget i Johanniterordenens (Korsbrødrenes) Kloster i Viborg, og her var han, da Hans Tausen i 1524 blev sendt dertil fra Antvorskov Kloster, fordi man mente, at prioren i viborgklosteret ville være i stand til med det gode eller det onde at overbevise ham om at frasige sig sine lutherske meninger.
Dette forehavende lykkedes imidlertid ikke, og Thøger Jensen var en af de første, som Tausen vandt for sine reformatoriske anskuelser, og Jensen blev en tro våbenfælle for Tausen, så længe denne var i Viborg. Ifølge Huitfeldts beretning skal han i 1529 også have fulgt ham til København. Senere bistod han en anden af reformatorerne fra Viborg, Jørgen Jensen Sadolin, da denne omkring 1531-32 flyttede sit virke til Odense. I hvert fald beskrives det, at "Skolemesteren Thøger kom med Sadolin til denne by, hvilket utvivlsomt har været Thøger Jensen. I Odense blev han udsat for forfølgelse og vendte derfor snart tilbage til Viborg, hvor der var behov for hans indsats. Det lader til, at han fortsatte den evangeliske præsteskole, som Sadolin havde etableret. I hvert fald nævnes han som den første evangeliske læsemester ved domkirken. Derudover blev han sognepræst ved den tidligere Sortebrødrekirke i Viborg. Han døde imidlertid ikke så forfærdelig gammel 19. april 1538. Hans hustru, Anne Pedersdatter, blev senere gift med hans efterfølger, Morten Hvas.
En søn af Thøger Jensen var Peder Thøgersen, der blev biskop i Viborg Stift.
 Der er for få eller ingen kildehenvisninger i denne artikel, hvilket er et problem. Du kan hjælpe ved at angive troværdige kilder til de påstande, som fremføres i artiklen.